# Jiří Weiss
Jiří Weiss (* 29. März 1913 in Prag; † 9. April 2004 in Santa Monica) war ein tschechischer Drehbuchautor und Filmregisseur.

## Leben
Jiří Weiss entstammt einer jüdischen tschechisch-deutschen Mischfamilie.
Er arbeitete nach einem nicht beendeten Jurastudium als Journalist und war ab 1934 als Regisseur von Kurzfilmen tätig. Nach der Besetzung der Tschechoslowakei durch deutsche Truppen floh Weiss 1939 wegen seiner Herkunft nach London und blieb dort bis zum Kriegsende. In dieser Zeit arbeitete er auch für die in London ansässige tschechische Exilregierung. Hier drehte er für die GPO Film Unit zahlreiche dokumentarische Filme und Kurzfilme über die bei der Royal Air Force kämpfenden tschechoslowakischen Piloten.
Ab 1947 führte Weiss wieder bei Spielfilmen Regie, wobei er meist auch für das Drehbuch verantwortlich war und unterrichtete an der Film- und Fernsehfakultät der Akademie der Musischen Künste in Prag. Der Einmarsch der Truppen des Warschauer Pakts, der das Ende des Prager Frühlings bedeutete, führte Weiss erneut ins Exil. Er lebte in Rom und England, bevor er sich in den USA niederließ. Bis 1982 gab er am Hunter College in New York City und danach am UC Santa Barbara in Los Angeles als Dozent Filmvorlesungen. Außerdem schrieb er Drehbücher und Theaterstücke und veröffentlichte seine Erinnerungen in dem Buch The White Mercedes. Der Zusammenbruch des kommunistischen Regimes ermöglichte Weiss die erneute Rückkehr und im Jahr 1990 konnte er ein letztes Mal als Regisseur eines Spielfilms tätig werden.
Er war verheiratet mit Katerina Weiss und hatte einen Sohn und eine Tochter.

## Auszeichnungen
Weiss erhielt mehrere Preise bei den Filmfestspielen in San Francisco, Berlin, Donostia-San Sebastián, Karlovy Vary, Venedig und Vancouver:
- 1991 Vancouver International Film Festival: Martha und ich (Martha et moi)
- 1967 Festival Internacional de Cine de Donostia-San Sebastián:  Silberne Muschel für Mord auf heimische Art (Vražda po česku)
- 1965 Internationale Filmfestspiele Berlin: UNICRIT Award für 31 Grad im Schatten (Ninety Degrees in the Shade)
- 1960 Festival Internacional de Cine de Donostia-San Sebastián: Goldene Muschel für Romeo, Julia und die Finsternis (Romeo, Julia a tma)
- 1958 Internationale Filmfestspiele von Venedig: New Cinema Award und  FIPRESCI-Preis für Die Wolfsfalle (Vlčí jáma)
- 1949 Internationales Filmfestival Karlovy Vary: Beste Dokumentation Písen o sletu

## Filmografie (Auswahl)
- 1950: Neue Kämpfer werden auferstehen (Vstanou noví bojovníci)
- 1953: Mein Freund Fabian (Můj přítel Fabián)
- 1956: Fräulein Robinson (Robinsonka)
- 1956: Spiel ums Leben (Hra o život)
- 1957: Die Wolfsfalle (Vlčí jáma)
- 1959: Romeo, Julia und die Finsternis (Romeo, Julie a tma)
- 1961: Der Feigling (Zbabělec)
- 1962: Goldener Farn (Zlaté kapradí)
- 1966: 31 Grad im Schatten (Ninety Degrees in the Shade)
- 1967: Mord auf heimische Art (Vražda po česku)
- 1990: Martha und ich (Martha et moi)